# Bob Azzam
Bob Azzam (Alexandrië, 24 oktober 1925 – Monte Carlo, 24 juli 2004) was een Egyptisch zanger en orkestleider. Hij is vooral bekend van zijn hit Mustapha uit 1960.

## Biografie
Bob Azzam werd in Alexandrië geboren uit Egyptisch ouders. Tijdens de Tweede Wereldoorlog werd hij door de Britse Royal Navy opgeleid tot elektricien. Na de oorlog startte hij een eigen bedrijf. In de jaren '50 had hij een grote klus in twee paleizen van kroonprins Faisal van Saoedi-Arabië waar hij een jaar aan gewerkt had, maar door problemen met rekeningen haalde hij daar geen winst uit. Dit is mogelijk de reden dat hij daarna met zijn werk stopte. Hij begon vervolgens een carrière in de muziek met een combo en trad veel op in de Levant. Toen in 1958 echter de Libanoncrisis uitbrak, vluchtte Azzam naar Europa en vestigde zich in Genève.
In 1960 had Bob Azzam een grote hit in Franstalig Europa met Mustapha, oorspronkelijk een Egyptisch volksliedje. Het drietalige nummer (Frans, Italiaans, en Arabisch) werd kort daarna ook populair in enkele andere landen, zoals Nederland en het Verenigd Koninkrijk, waar het de 23e plaats in de UK Singles Chart haalde. Hetzelfde jaar verschenen er ook veel covers van het nummer, meestal parodieën. In Nederland waren er onder andere versies van Jan Blaaser & Joop Doderer (over een brandweerslangenbezweerder) en Corry Brokken.
Na Mustapha bracht Azzam nog een aantal singles uit, waarvan Fais moi le couscous, chéri het bekendst werd, maar deze wisten geen van alle het succes van hun voorganger te behalen. Ook toen hij in 1962 inhaakte op de twistrage met singles als Amen twist, Ali Baba twist en Twist sur le lac, had hij hier weinig succes mee. Eind jaren '60 maakte hij nog een aantal albums met Engels- en Spaanstalige Braziliaanse muziek, waarmee hij in Brazilië nog enig succes had. Zijn nummer Batacuda por favor is het meest bekend uit deze periode. Na 1971 raakte Azzam echter volledig in de vergetelheid. Op 24 juli 2004 overleed hij in Monte Carlo (Monaco).

## Discografie

### Singles
| Single met hitnotering(en) in oude hitlijsten | Datum van verschijnen | Datum van binnenkomst | Hoogste positie | Aantal maanden | Opmerkingen | Bron           |
| --------------------------------------------- | --------------------- | --------------------- | --------------- | -------------- | ----------- | -------------- |
| Mustapha                                      |                       | mei 1960              | 7               | 5M             |             | Muziek Express |
| Mustapha                                      |                       | 27-5-1960             | 9               | 13             |             | Foon           |
| Mustapha                                      |                       | jun 1960              | 6               | 4M             |             | Muziek Parade  |

| Single met hitnotering(en) in de Vlaamse Ultratop 50 | Datum van verschijnen | Datum van binnenkomst | Hoogste positie | Aantal weken | Opmerkingen           |
| ---------------------------------------------------- | --------------------- | --------------------- | --------------- | ------------ | --------------------- |
| Mustapha                                             |                       | mrt 1960              | 1               | 5M           | in de Juke Box Top 20 |

- Bibliothèque nationale de France: cb13935305h (data)
- Gemeinsame Normdatei: 134695631
- International Standard Name Identifier: 0000 0000 7248 0526
- MusicBrainz: e870caaf-3650-4ed8-9ca1-1ac36419abb0
- Nationale Bibliotheek van Israël: 987007576281505171
- Nederlandse Thesaurus van Auteursnamen: 108091406
- Istituto Centrale per il Catalogo Unico: DDSV026658
- SNAC: w64t7g51
- Système universitaire de documentation: 157653196
- Virtual International Authority File: 29955284